# Анжело Энрике
Анжело Энрике Кандидо ди Сикейра (порт.-браз. Angelo Henrique Candido de Siqueira; родился 20 октября 2008) — бразильский футболист, правый защитник клуба «Сан-Паулу».

## Клубная карьера
Уроженец Гуарульюса, Анжело присоединился к футбольной академии клуба «Сан-Паулу» в 2019 году в возрасте 11 лет. В январе 2025 года подписал с клубом профессиональный контракт.

## Карьера в сборной
В октябре 2024 года сыграл на чемпионате Южной Америки (до 15 лет) в Боливии.
В 2025 году в составе сборной Бразилии до 17 лет выиграл чемпионат Южной Америки для игроков до 17 лет, забив гол в финальном матче против сборной Колумбии.

## Достижения
Сборная Бразилии (до 17 лет)
- Победитель чемпионата Южной Америки для игроков до 17 лет: 2025